# Altyn Asyr
Altyn Asyr (en russe : Алтын Асыр, signifie « âge d'or » en français) est le deuxième opérateur téléphonique du Turkménistan. La société utilise la marque TM CELL. Ses principaux concurrents sont MTS Turkmenistan. En Septembre 2013, il était le leader sur le marché avec plus de 3,5 millions d'abonnés.

## Historique
La société a été créée en Août 2010. Elle est entièrement détenue par Turkmentelecom qui à son tour est entièrement détenu par le Ministère des communications de l'équipement Turkmenistan. Le matériel constituant le réseau pour les premiers 50 000 abonnés a été fourni par Siemens. Un nouveau bâtiment administratif a été inauguré en octobre 2012. Le bâtiment de quatre étages accueille 350 membres du personnel. Le 18 septembre 2013, l'opérateur a lancé un réseau 4G basé sur la technologie LTE.